# 迪帕蒂鎮區 (阿肯色州獨立縣)
迪帕蒂鎮區（英語：Departee Township）是位於美國阿肯色州獨立縣的一個行政鎮區。

## 地方資料
迪帕蒂鎮區的面積為59.61平方千米，當中陸地面積為59.49平方千米，而水域面積為0.12平方千米。根據2010年美國人口普查的數據，當地共有人口215人，而人口密度為每平方千米3.61人。